# The Enigma of Life
The Enigma of Life è il quinto album della band gothic metal, Sirenia ed il secondo con la cantante Ailyn. È stato pubblicato il 21 gennaio 2011 sotto l'etichetta Nuclear Blast. L'album è stato registrato tra luglio e novembre 2010, presso gli studi Sound Suite a Marsiglia, Francia e masterizzato presso Finnvox in Finlandia. È la prima volta che un album dei Sirenia offre più di nove brani, diventando così il più grande della loro intera discografia. Questo fattore indica un cambiamento molto evidente rispetto alle loro ultime due pubblicazioni. Inoltre, è il primo album dei Sirenia prodotto interamente dal suo leader, Morten Veland. Allo stesso modo, Veland ancora una volta ha assunto l'interpretazione e la programmazione di tutti gli strumenti nello studio.
Il singolo The End of It All, che apre il nuovo album, è stato pubblicato il 21 dicembre 2010 in download digitale.

## Tracce
Testi e musiche di Morten Veland.
1. The End of It All - 4:31
2. Fallen Angel - 3:59
3. All My Dreams - 4:42
4. This Darkness - 4:00
5. The Twilight in Your Eyes - 4:00
6. Winter Land - 3:55
7. A Seaside Serenade - 5:53
8. Darkened Days to Come - 4:22
9. Coming Down - 4:38
10. This Lonely Lake - 3:33
11. Fading Star - 4:46
12. The Enigma of Life - 6:14

### Bonus tracks
1. Oscura Realidad - 4:31
2. The Enigma of Life (Acoustic) - 5:51
3. El Enigma De La Vida - 6:26
4. El Enigma De La Vida (Acoustic) - 5:51

## Singoli
1. The End of It All (21 dicembre 2010)

## Formazione
- Ailyn – voce femminile
- Morten Veland – voce maschile e death, chitarre, tastiere, basso, batteria, programmazione

### Altri musicisti
- Stephanie Valentin – violino
- Damien Surian, Mathieu Landry, Emmanuelle Zoldan, Sandrine Gouttebel, Emilie Lesbros – coro